# 入社試験
入社試験（にゅうしゃしけん）とは、企業が主に正社員を採用するために行う試験である。その方法や過程は会社によって大きく異なる。また、日本企業の正社員採用は新卒一括採用が基本である。公務員試験や教員採用試験も入社試験に該当するが、これらは該当項目を参照。

## 大企業
- 大企業はバブルの頃は学歴などで採用していたが、近年はまずエントリーシートや履歴書、筆記試験で選考するようになっている。主な試験の流れは以下のとおり。

エントリーシート、履歴書の記入もしくは筆記試験→エントリーシート、履歴書送付もしくは筆記試験通過→会社説明会→面接（おおむね2、3度）→内定
- 面接にはグループディスカッションなど、時事問題などをテーマに議論させるパターンもある。
- 上に示した流れはごく一般的なものであり、企業によって試験の内容は異なる。

## 中小企業
- 中小企業もバブルの頃は、大企業を受けて落ちた学生をたくさん採用していた。現在では大半が一定の条件が付きながらも、学歴に関わらずやる気があり、企業の求める人材であれば採用するように変わってきている。また、中堅企業を中心に大企業と同じくエントリーシートを書かせるたりもする。主な試験の流れは次のようになる。
  - エントリーシートまたは履歴書記入→エントリーシートまたは履歴書送付→会社説明会・筆記試験→面接（おおむね2、3度）→内定

- 中小企業の場合は面接だけのところもあるが、履歴書やエントリーシートの提出はどの企業でも求められる。また、論文、作文といった方法を取り入れているところもある。
- 筆記は言語、非言語、一般常識（教養試験）と適性検査になる。商社などでは英語の試験もある。
- 面接は個人面接と集団面接があり、最後は役員面接になる。小規模な会社では、面接は入学試験同様1度だけのところも多い。この場合、人事担当者と役員の2人が面接に当たることがほとんどである。

## 目的
- 入社試験の目的は受験者と企業が合うかどうかを見ることである。
- 大抵の企業は、合格の場合数日後までには電話あるいはメールで連絡を入れる。その場で決まることもある。一方、不合格の場合は通知されることもあるが何の連絡もないことも多い。